# Tim Lopes
Arcanjo Antonino Lopes do Nascimento, conhecido como Tim Lopes  (Pelotas, 18 de novembro de 1950 — Rio de Janeiro, 2 de junho de 2002), foi um jornalista, repórter investigativo e produtor brasileiro. Trabalhou na TV Globo de 1996 até o seu assassinato em 2002 e foi casado com a estilista Alessandra Wagner por dez anos. Tinha um filho, Bruno, nascido do seu primeiro casamento. O caso de assassinato de Tim Lopes foi listado pelo portal Brasil Online (BOL) ao lado de "22 crimes que chocaram o Brasil".
Cursou jornalismo na Faculdade Hélio Alonso (FACHA), Rio de Janeiro. Seu primeiro trabalho foi na revista Domingo Ilustrada, do jornalista Samuel Wainer, como contínuo. Quando começou a fazer reportagens na rua, passou a ser chamado de Tim Lopes. Segundo amigos, o "nome artístico" teria sido dado pelo próprio Samuel Wainer, devido à semelhança do jornalista com o cantor Tim Maia.
Uma de suas primeiras reportagens foi publicada na década de 1970, no jornal alternativo O Repórter. A matéria relatava as precárias condições de trabalho dos operários na construção do metrô do Rio. Para produzi-la, Tim Lopes trabalhou como "peão" na própria obra. Trabalhou também na sucursal do Rio de Janeiro da Folha de S.Paulo, nos jornais O Dia, Jornal do Brasil e O Globo e na revista Placar. Na TV Globo, participou de uma série de reportagens do programa Fantástico, que promoviam o encontro de familiares de vítimas com assassinos presos. Internou-se por dois meses em uma clínica para dependentes químicos para uma reportagem sobre o assunto. Em 2001, Lopes foi um dos ganhadores do Prêmio Esso. Era considerado pelos colegas de profissão como um dos mais corajosos e audaciosos repórteres investigativos em atividade.
Tim Lopes desapareceu em 2 de junho de 2002. Depoimentos de narcotraficantes presos indicam que ele teria sido sequestrado e morto entre as 22h e 0h daquele dia. Sua morte somente foi confirmada a 5 de julho, após exame de DNA dos fragmentos de ossos encontrados num cemitério clandestino. No entanto, um grupo de advogados, duvidando dessa hipótese, pediu que as ossadas atribuídas supostamente a Tim Lopes fossem examinadas em uma nova perícia e que o inquérito sobre o caso fosse reaberto.

## Início da vida e vida pessoal
Tim Lopes nasceu Arcanjo Antonino Lopes do Nascimento em Pelotas, no Rio Grande do Sul, no Brasil, o quarto filho de uma família de doze. Quando tinha 8 anos, seus pais se mudaram com a família para o Rio de Janeiro, onde viviam em circunstâncias humildes na favela da Mangueira, numa casa de três cômodos.

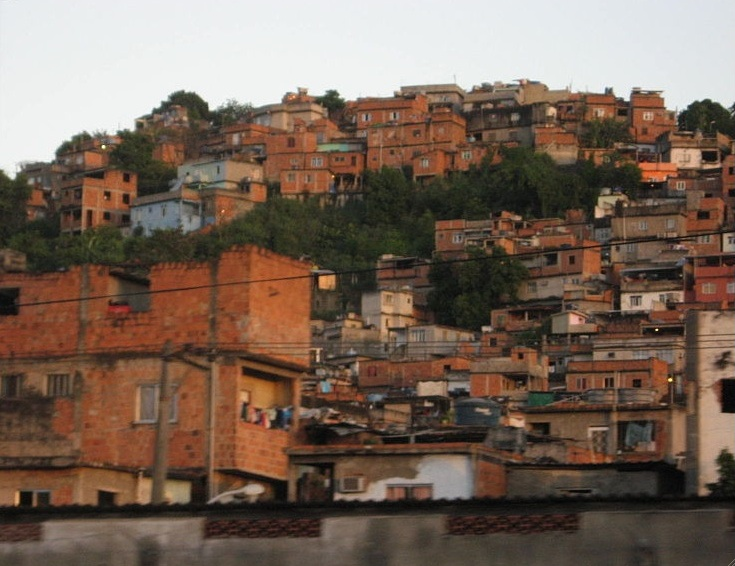
Morro da Mangueira, onde Lopes cresceu no Rio de Janeiro.

A Mangueira abriga a escola de samba Mangueira e está localizada em uma colina perto do estádio do Maracanã. Anos depois, como jornalista, Lopes produziu uma peça sobre o samba Mangueira e um de seus fundadores. O sambista carioca Carlos Cachaça viu a história e comentou com um amigo sambista, Monarco, da Velha Guarda da Portela, que a reportagem de Lopes era "o melhor material que ele já havia visto" sobre a Mangueira. Em 2002, Lopes foi coautor de um livro, sobre a escola de samba Mangueira e sua experiência crescendo lá, com Alexandre Medeiros.
Lopes foi um dos fundadores do bloco carnavalesco, "Simpatia é quase amor" de Ipanema, e serviu como juiz oficial do desfile anual de carnaval no Sambódromo da Marquês de Sapucaí. Ele era um fã dedicado do Vasco da Gama.
Lopes viveu com sua esposa Alessandra Wagner e seu filho Diogo. Lopes também teve um filho, Bruno, de um casamento anterior, com quem mantinha um bom relacionamento. Embora Lopes fosse gaúcho, "ele tinha o estereótipo do carioca", sempre sorrindo com uma disposição amigável e conhecer todos os cantos do Rio. Ele se sentia à vontade saindo com moradores ricos no Leblon ou com aqueles que moravam em áreas pobres da cidade ou na rua, e falando em gírias.

## Carreira
Tim Lopes cursou a faculdade de jornalismo da Faculdade Hélio Alonso (FACHA) no Rio de Janeiro e durante sua carreira escreveu para os jornais do Rio O Globo, O Dia, e Jornal do Brasil. Como parte de uma peça de investigação em 1978, Lopes trabalhava em um canteiro de obras em subterrâneo do Metrô do Rio de Janeiro, para destacar condições de trabalho difíceis no calor sufocante. Lopes ganhou o Prêmio Abril de Jornalismo em 1985 e 1986 por reportagens envolvendo o futebol na revista esportiva Placar.
Os colegas de jornalismo de Tim Lopes o descreveram como um repórter do tipo velha escola, que recolhia suas histórias pesquisando na rua, em vez de ficar sentado em um escritório com ar condicionado navegando na Internet em busca de ideias. Um tema consistente da reportagem de Tim Lopes foi mostrar como os cidadãos de baixa renda que vivem nas favelas do Rio de Janeiro podem ser submetidos ao terror e impotência sob a 'lei dos traficantes'. Lopes achava que o governo havia cedido o controle de bairros pobres a traficantes de drogas violentos. Um exemplo disso foi a série que ele escreveu para o jornal O Dia em 1994, intitulado "Funk: Som, Alegria, e Terror", que descrevia os bailes funks dirigido por traficantes.
Em 1981 lançou, em coautoria com Rivaldo Chinem, pela Global Editora, o livro Terror Policial, uma coletânea de dez reportagens policiais publicadas na imprensa do Rio de Janeiro e São Paulo nos anos 1970. Entre 1977 e 1991, como repórter especial, publicou dezenas de reportagens no Jornal do Brasil, não só sobre assuntos policiais e o poder paralelo do tráfico (já em 19/11/1987, o Jornal do Brasil publicou sua matéria de jornalismo investigativo sobre a infiltração da Falange ou Comando Vermelho em associações de moradores de favelas), mas também sobre samba (por exemplo, "Os Peões do Samba"), Carnaval, futebol, mazelas sociais (em maio de 1988 o repórter passou uma noite inteira com meninos de rua no centro carioca para escrever uma reportagem sobre eles, "Uma noite no Largo de São Francisco"), pescaria ("Pescador Grã-Fino Não Reclama Se o Mar Não Está Para Peixe. Ele Quer É Dar Banho no Camarão" e "Perdidos no Mar: Pescadores do Rio têm também seu Triângulo das Bermudas, onde 170 desapareceram em 14 meses")), Salão de Poesia ("Numa cidade de oito milhões de habitantes, considerada a segunda mais violenta do mundo, é preciso ter coragem para abrir a boca e sair falando nos quartos, nos bares e nas ruas. Coragem é o que não falta aos participantes do Salão de Poesia.), Rio Antigo ("Saúde, Santo Cristo, Gamboa: Um Rio da Antiga"), abastecimento d'água ("O tortuoso caminho das águas" e "A cidade por um rio"), extermínio de meninos de rua ("O extermínio de crianças faz parte do extermínio do povo brasileiro"), os sessenta anos da Gafieira Elite, etc. revelando-se um repórter de grande versatilidade e coragem. 
Sua primeira incursão no jornalismo de radiodifusão foi para o programa de noticiários Fantástico, na rede TV Globo. Durante uma tarefa em 1995, Lopes posou como um vendedor de rua enquanto ocultava uma câmera dentro de um cooler. Seu objetivo era lançar uma luz jornalística sobre os riscos para os cidadãos comuns do Rio de serem assaltados por ladrões, já que essa era uma realidade particularmente frequente naquela época. Durante o curso da investigação, Lopes assistiu a uma cena dramática que foi toda gravada na câmera: Um grupo de assaltantes do Centro do Rio, com um dos ladrões empunhando uma faca grande para a vítima. Quando um motorista de táxi assusta o assaltante disparando um revólver, o bandido estava na Avenida Presidente Vargas e morre atropelado por um ônibus da cidade. Várias câmeras da Globo estavam filmando o episódio inteiro de diferentes ângulos, o que foi mostrado durante a reportagem, apesar de uma barra preta cobrir uma parte do quadro no momento em que o menino foi morto. A cena pesou na mente de Lopes por um longo tempo.
Lopes tornou-se um produtor da Rede Globo em 1996. Em 2001, ele e sua equipe receberam o Prêmio Esso (versão brasileira do Pulitzer) para uma série de investigação intitulada "Feirão das Drogas", em que ele usou uma câmera escondida para mostrar os traficantes na rua vendendo cocaína abertamente aos pedestres, gritando a droga e seu preço. Suas filmagens também capturaram traficantes armados desfilando em motocicletas com AK-47. Esta filmagem foi filmada em uma densa rede de favelas na Zona Norte, chamada Complexo do Alemão; mais especificamente dentro do Complexo, essa área em particular é conhecida como a Grota.
Um dos repórteres que trabalha na equipe de Lopes para coletar imagens secretas para o mesmo relatório investigativo foi a jornalista da Globo, Cristina Guimarães. Ela filmou nas favelas da Mangueira e da Rocinha no mesmo período. O relatório foi televisionado no Jornal Nacional em 3 de agosto de 2001. O relatório recebeu muita atenção, o que por sua vez fez com que a administração política do Rio agisse. Seguiram-se as repressões policiais e os traficantes na favela da Grota e as outras favelas em destaque foram impedidas de vender abertamente drogas nas ruas por um tempo, e algumas foram presas. Posteriormente, os chefões do tráfico de drogas das facções criminosas que controlavam essas áreas não ficaram satisfeitos com a diminuição das vendas. Em 2002, Lopes começou a trabalhar em uma história sobre caminhoneiros para a TV Globo.

### Investigação na Vila Cruzeiro

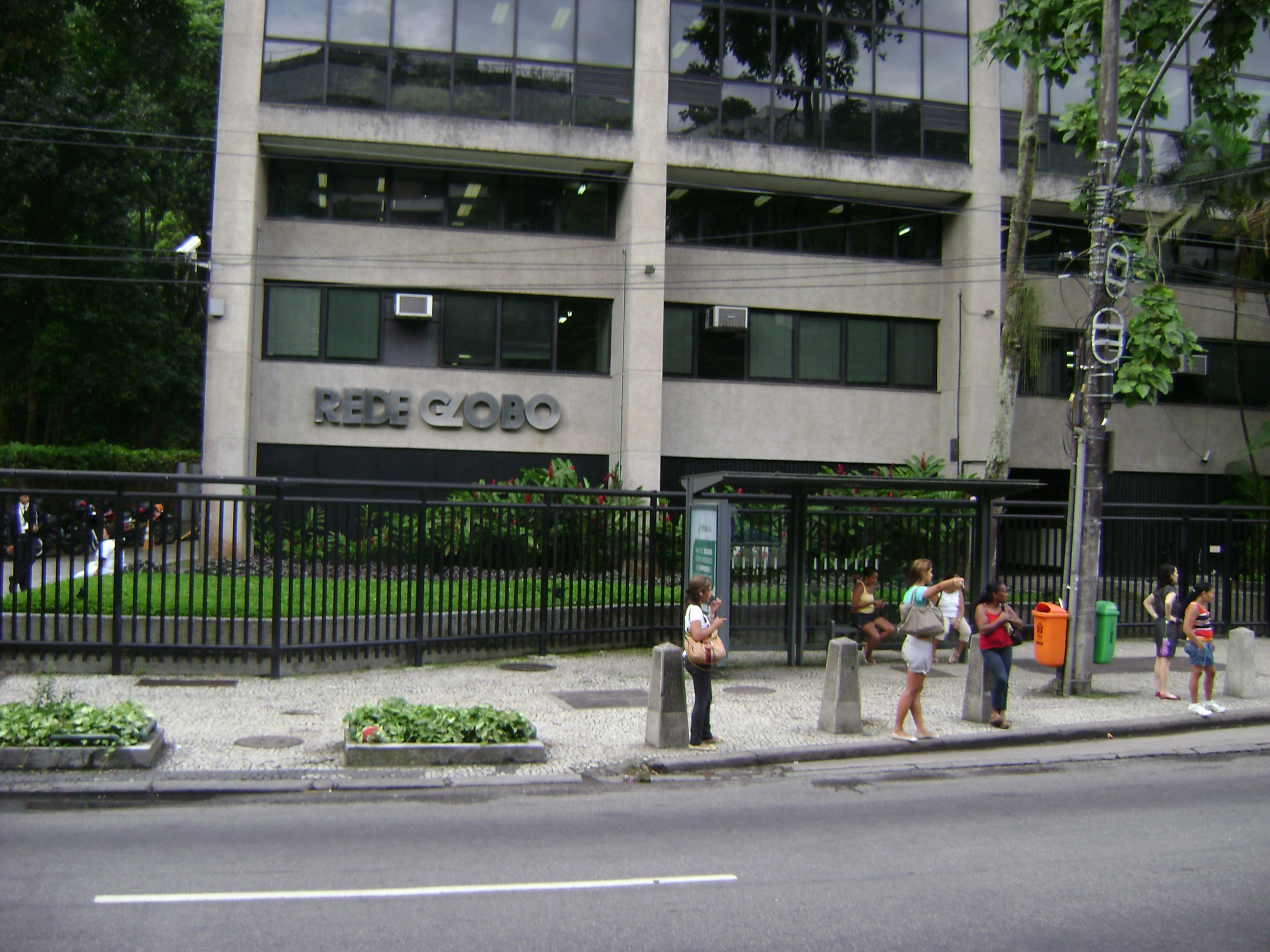
Sede da Rede Globo no bairro Jardim Botânio, no Rio de Janeiro, onde Lopes começou a trabalhar na divisão de notícias de transmissão em meados da década de 1990 como jornalista e produtor investigativo.

No dia 2 de junho de 2002, Tim Lopes, de 51 anos de idade, deixou seu apartamento em uma zona de classe média do bairro de Copacabana, no Rio de Janeiro. Ele estava indo para a favela da Vila Cruzeiro depois de primeiro parar em seu escritório na Rede Globo, onde ele era produtor de transmissão desde 1996. César Sebra, o homem que foi chefe de Lopes por seis anos na Rede Globo, lembrou: "A maioria dos jornalistas que trabalham nos escritórios da Globo são de classe média. Apenas algumas pessoas como Tim moravam nas favelas”.
Lopes ouviu dizer que uma gangue de traficantes de drogas que controlava a Vila Cruzeiro estava dando um baile funk naquela noite. Lopes foi avisado pelos moradores locais da área que os traficantes estavam promovendo a prostituição infantil no baile na Vila Cruzeiro.
Dias antes dessa noite, Lopes confidenciou aos colegas que estava se sentindo cansado e queria dar um tempo da agitação e violência da cidade e encontrar um retiro rural em algum lugar onde pudesse se recuperar. "Quanto mais fundo na selva, melhor", disse ele. Sua consciência de drogas e crime que assola a cidade e a falta de serviços sociais para os jovens lidarem com esses problemas pareciam esgotar suas energias. As comunidades pobres do Rio foram negligenciadas por décadas e foram consideradas fora do controle do Estado. Preenchendo esse vácuo de poder estavam jovens traficantes de drogas, que patrulhavam as favelas com armas automáticas. Além da venda de drogas, em certas favelas, os traficantes exploravam sexualmente menores da comunidade em seus bailes funks, às vezes forçando as meninas a fazerem sexo em público contra uma parede nesses eventos.
Os moradores disseram a Lopes que as meninas da comunidade local que não participaram do baile funk eram alvo de represálias. Como os residentes não podiam ir à polícia para obter reparação, eles procuraram ajuda em Tim Lopes. Nassif Elias Sobrinho, então presidente do sindicato de jornalistas do Rio, relembrou: "Tim Lopes foi chamado porque não havia ninguém para ouvir seus problemas. A comunidade contou muitas vezes à polícia e nada foi feito".
Depois de sair do escritório naquela tarde nos estúdios de televisão da Rede Globo, onde deixou o "celular, a carteira e a camisa social", Lopes foi ao Shopping Penha, onde montou uma câmera escondida. Ele estava usando uma micro-câmera escondida dentro de um pequeno pacote em sua cintura. Um dos propósitos deste baile funk era atrair multidões de outros bairros, então a presença de Lopes não o tornaria um alvo em si. No entanto, o relatório "Feirão das Drogas" do ano anterior havia recebido muita atenção e levado a inúmeras detenções. Além disso, depois que Lopes e sua equipe receberam o Prêmio Esso, sua imagem tornou-se posteriormente popular por todo o Rio.

#### Sequestro
Na tarde de 2 de junho de 2002, Lopes decidiu filmar em uma boca de fumo ao longo da Rua Oito, na favela da Vila Cruzeiro. O objetivo de Lopes era obter imagens de drogas e armas, como fez em 2001 na favela da Grota, no Complexo do Alemão. Mais tarde soube-se que antes desta noite, Lopes havia filmado recentemente na Vila Cruzeiro três vezes diferentes.
Dentro da Vila Cruzeiro, Lopes foi a um bar e comprou uma cerveja, depois atravessou a rua e ficou na calçada enquanto filmava traficantes armados passando de motocicleta. Lopes foi abordado por dois membros da facção criminosa que controlava a Vila Cruzeiro e a maior parte do Complexo do Alemão (frequentemente chamado de "Complexo"), André da Cruz Barbosa e Maurício de Lima Matias. Como é comum no submundo do crime, os traficantes eram conhecidos por seus apelidos: André Capeta e Boizinho. Um menino se aproximou de Lopes quando ele estava no bar, e ele não sabia que o menino estava procurando um traficante de drogas. Os traficantes ficaram desconfiados quando alguém notou uma pequena luz vindo da mochila na cintura de Lopes, onde sua câmera estava escondida, e relatou isso a um dos traficantes armados.
Ao ser confrontado, Lopes afirmou que era jornalista da Rede Globo. Eles pediram suas credenciais de jornalista, o que Lopes não carregava quando trabalhava disfarçado. Lopes foi subsequentemente espancado no local. Usando uma rádio da Nextel, os traficantes chamavam o chefe do narcotráfico, Elias Pereira da Silva, conhecido por seu apelido, Elias Maluco, na sede da facção da favela da Grota, no Complexo do Alemão, para instruções. Eles foram instruídos a esperar por um carro que os levasse para transportar Lopes da Vila Cruzeiro pelas colinas até o topo da Grota, no Complexo do Alemão, onde Elias Maluco estava esperando pelo que ele via como o "troféu" capturado. Antes de colocá-lo no porta-malas de um Fiat Palio roubado, os traficantes atiraram em Lopes em seus pés ou pernas e amarraram as mãos atrás das costas.

#### Assassinato
Os traficantes levaram Lopes por uma estrada sinuosa de terra batida que levava a favela da Vila Cruzeiro (que fica na Penha) até a rede de favelas do Complexo do Alemão, uma distância de cerca de 5 quilômetros em estradas sinuosas através de terrenos montanhosos (sendo também a mesma rota usada por grupos de criminosos em fuga brandindo fuzis de assalto quando as unidades policiais militares e os militares brasileiros invadiram a Vila Cruzeiro durante Atos de violência organizada no Rio de Janeiro em 2010). Ao chegar à Favela da Grota (que era a sede da facção criminosa que controlava o Complexo), Tim Lopes foi recebido por Elias Maluco. Depois que tiraram Lopes da mala do carro, ele foi reconhecido por um dos traficantes, Cláudio Orlando do Nascimento, conhecido pelo apelido de Ratinho. Lopes havia filmado Ratinho na rua da Grota no ano anterior, enquanto Ratinho estava limpando um fuzil automático, que foi ao ar como parte do relatório "Feirão das Drogas". Também estavam presentes outros traficantes, chamados Xuxa e Zeu.

O Complexo do Alemão.

Os traficantes amarraram Lopes a uma árvore. Ratinho estava convencido de que este era o mesmo "Tim Lopes" que fez o relato da televisão em 2001, resultando em sua prisão e interferência nos lucros das drogas da gangue. Por isso, ele insistiu que Lopes tinha que morrer. Lopes implorou por sua vida, mas lhe disseram que ele morreria. Um dos traficantes que estava presente, Frei, disse mais tarde aos detetives que havia mais de vinte pessoas presentes no local, nove dos quais participaram do assassinato de Lopes.
Em um "ritual macabro" de violência, eles queimaram os olhos de Lopes com um cigarro e Elias Maluco, usando uma espada de samurai ou uma espada do tipo "Ninja-tō", cortou as mãos, braços e pernas de Lopes enquanto ele ainda estava vivo. Os outros traficantes, incluindo André Capeta e Ratinho, também participaram da tortura. A polícia foi posteriormente informada de que havia sangue em vários dos traficantes que estavam reunidos ao redor. Lopes foi colocado dentro de vários pneus, coberto de combustível diesel e incendiado. Esse processo, que se tornou institucionalizado entre traficantes nas favelas mais violentas do Rio na época, era chamado de micro-ondas.

## Investigação
O detetive Daniel Gomes soube, falando com lojistas e outros na Vila Cruzeiro, que Lopes havia chegado à favela à tarde e foi abordado por traficantes por volta das 20h. Antes de entrar na Vila Cruzeiro, Lopes tinha combinado que alguém o esperasse em um carro, fora da favela, para lhe dar uma carona para casa. Quando o tempo predeterminado para se encontrar naquela noite veio e se foi, o motorista continuou a esperar até a meia-noite. Nesse ponto, ele entrou em contato com a Rede Globo, que esperou 11 horas antes de chamar a polícia.
O detetive-chefe encarregado do caso Tim Lopes foi o inspetor Daniel Gomes, da 22ª DP do bairro da Penha. Na segunda-feira, 3 de junho de 2002, às 11h, Gomes estava sentado em seu escritório na delegacia quando foi notificado de que um advogado da Rede Globo estava lá para vê-lo. Acompanhando-o estava o motorista que havia esperado por Lopes fora da favela na noite anterior.
Quando Gomes começou a investigar na Vila Cruzeiro naquela segunda-feira, a palavra na rua era eletrizante, pois os moradores falavam sobre um homem que havia sido capturado e espancado pelos traficantes. Foi relatado que os traficantes levaram este homem ao topo do morro da Vila Cruzeiro e o incineraram nas micro-ondas construídas em formação rochosa. Gomes foi direcionado para a área e encontrou pneus queimados, sangue novo e restos humanos. Parecia à polícia no momento que o destino de Lopes terminava naquele local, mas, por meio de testes de DNA, descobriram que, na verdade, não era Lopes.
Dias após o desaparecimento de Lopes, dois suspeitos (traficantes) foram presos pela 38ª DP-Brás de Pina, no Morro da Caixa d'Água, que fica na Penha, perto da Vila Cruzeiro. Ambos os traficantes faziam parte da gangue de Elias Maluco. Durante o interrogatório, eles entraram em detalhes e explicaram todo o curso dos acontecimentos, afirmando que foi Elias Maluco quem assassinou Tim Lopes. Eles descreveram como Lopes foi transportado de carro até a Grota no Complexo do Alemão para conhecer Elias Maluco e outros da quadrilha e como Lopes foi reconhecido pela televisão e obrigado a sofrer humilhação e tortura e seu corpo queimado para destruir evidências. Isso levou o detetive, com reforços substanciais, a procurar diligentemente a Grota e a Pedra do Sapo pelos restos mortais de Lopes.
Após uma denúncia anônima, em 11 de junho de 2002, detetives descobriram um túmulo secreto em um campo perto de um campo de futebol rudimentar no topo da colina da Pedra do Sapo. Lá eles descobriram alguns fragmentos de ossos queimados de vários indivíduos. Através de testes de DNA, eles foram capazes de identificar positivamente uma pequena parte do osso da costela pertencente a Tim Lopes. Também encontrados enterrados no local estavam o relógio de pulso de Lopes, seu crucifixo e a micro-câmera que ele estava usando naquela noite. Houve também o que restou de uma espada ninja queimada.
O relatório final da polícia do inspetor Daniel Gomes tinha 658 páginas. Gomes concluiu em sua investigação que Lopes não havia filmado no baile funk na Vila Cruzeiro,mas escreveu que Lopes filmou traficantes traficando drogas e carregando armas naquela noite. O chefe de Lopes na Globo disse que Lopes estava trabalhando em uma história sobre exploração sexual no baile funk, com o entendimento de que Lopes teria tentado obter filmagens no baile funk se ele não tivesse sido abordado relativamente cedo na noite. Gomes escreveu que se a Globo tivesse notificado a polícia à meia-noite de 2 de junho, ainda haveria uma chance de que a vida de Lopes pudesse ter sido salva por meio da interdição da polícia.
O programa da Rede Globo, o Jornal Nacional, posteriormente transmitiu uma resposta, incluindo um editorial do apresentador William Bonner criticando o relatório de Gomes. O Jornal Nacional afirmou que as imagens gravadas de Lopes foram destruídas naquela noite nas micro-ondas e que a comunidade da Vila Cruzeiro pediu ajuda a Lopes para que menores de idade fossem prostituídos no baile funk de sua comunidade. O Jornal Nacional também afirmou que Tim Lopes foi o produtor dos bastidores do "Feirão de Drogas" de 2001, então sua aparência não teria sido necessariamente bem conhecida.
Em seguida, a governadora do Rio, Benedita da Silva, retirou Gomes do caso. No dia 7 de julho, os restos mortais de Lopes foram enterrados no cemitério Jardim da Saudade, no subúrbio carioca de Sulacap. O funeral contou com a presença da governadora do Rio, Benedita da Silva.
Cinco anos após a morte de Lopes, um adolescente foi preso no sul do Brasil e esteve no local do assassinato de Lopes. Agora conhecido pelo nome "Cinquenta", ele tinha 12 anos e foi contratado em 2002 para comprar combustível diesel e levá-lo até o topo do morro para atear fogo a Lopes. Após sua prisão em 2007, ele deu um relato detalhado à polícia sobre aquela noite e falou com um grupo de jornalistas, acrescentando ao que havia sido dito anteriormente durante a investigação.

### Traficantes envolvidos

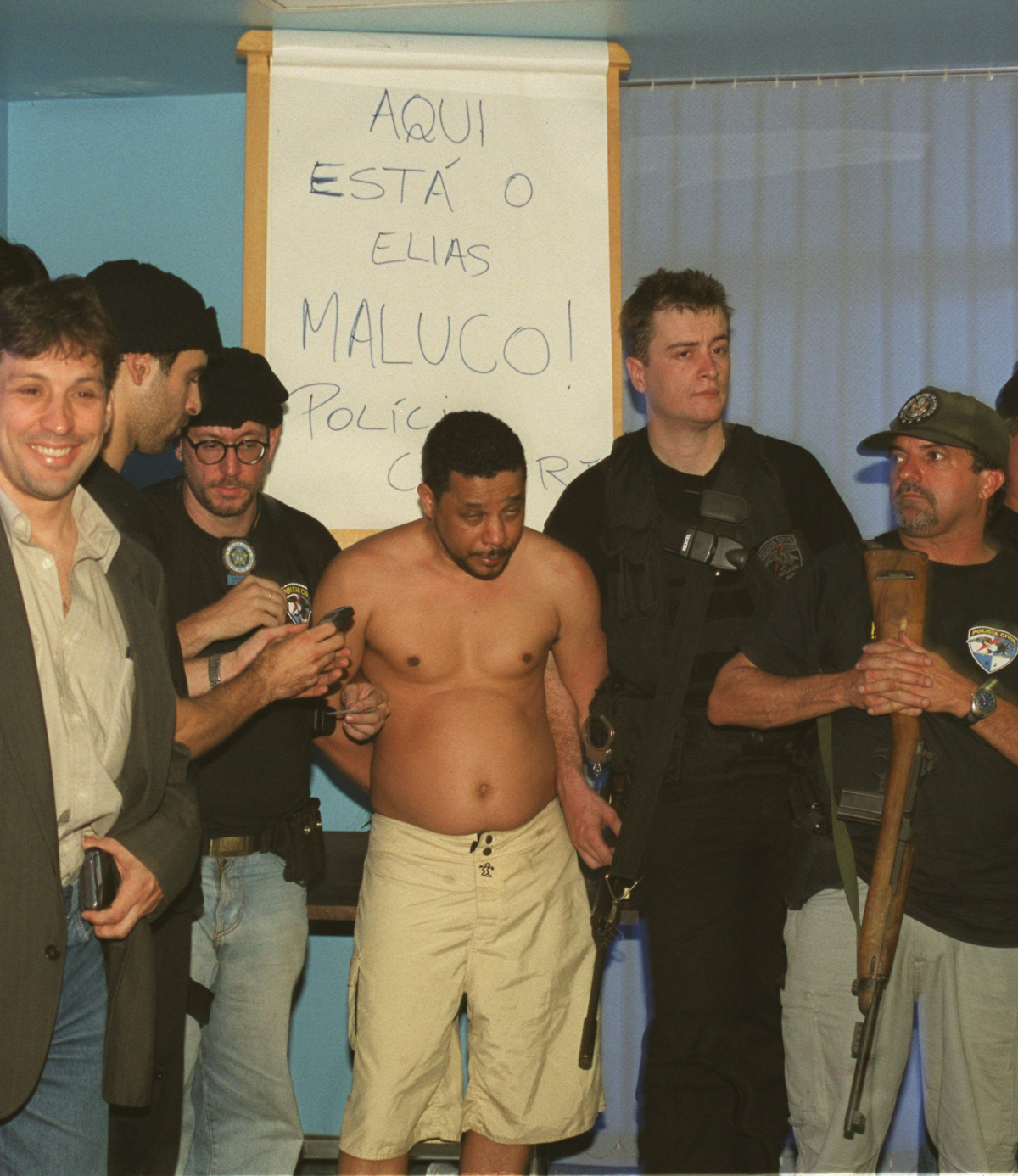
Elias Maluco quando estava sendo apresentado à mídia pela polícia civil, em 19 de setembro de 2002. Ele havia sido preso na Favela da Grota, Complexo do Alemão

Os nove traficantes procurados pela polícia e que acabaram sendo julgados e colocados atrás das grades foram: Elias Pereira da Silva (Elias Maluco); André da Cruz Barbosa (André Capeta); Cláudio Orlando do Nascimento (Ratinho); Maurício de Lima Matias (Boizinho); Claudino dos Santos Coelho (Xuxa); Elizeu Felício de Souza (Zeu); Ângelo da Silva (Primo); Reinaldo Amaral de Jesus (Cadê); e Fernando Sátyro da Silva (Frei).
Do grupo de traficantes envolvidos que foram posteriormente perseguidos, três foram mortos pela polícia Elias Maluco foi condenado, no dia 25 de maio de 2005, a 28 anos e seis meses de prisão. Elizeu Felício de Souza (Zeu), Reinaldo Amaral de Jesus (Cadê), Fernando Sátyro da Silva (Frei), Cláudio Orlando do Nascimento (Ratinho) e Claudino dos Santos Coelho (Xuxa) foram senteciados a 23 anos e seis meses de detenção. Já Ângelo Ferreira da Silva (Primo) recebeu uma pena menor, de 15 anos.
Ratinho teve um papel ativo na tortura de Lopes e foi fortemente a favor de matar Lopes quando eles realizaram um julgamento simulado. Ratinho foi um dos traficantes da reportagem "Grande Feira das Drogas" do ano anterior, que resultou em um período de repressão policial. Em 2011 ele foi acusado de agressão enquanto estava na prisão depois de jogar água fervente em sua namorada durante uma visita conjugal.
Claudino dos Santos Coelho (conhecido pelos apelidos Xuxa e Russão) fugiu da Penitenciária de Bangu, na Zona Oeste do Rio de Janeiro, em fevereiro de 2013, junto com outros 30 prisioneiros por escavar um túnel no esgoto. Em setembro de 2013, ele era um dos líderes de um bando de sessenta bandidos fortemente armados abrigados nas colinas do Rio (entre Covanca e Lins de Vasconcelos) como uma base de onde eles predavam os bairros. Quando a unidade de forças especiais da polícia do Batalhão de Operações Policiais Especiais (BOPE) montou uma operação contra eles em setembro de 2013, ele e outro traficante foram mortos no tiroteio que se seguiu, juntamente com um tenente do BOPE.
Elizeu Felício de Souza (Zeu) foi responsável por atear fogo ao corpo de Lopes. Em 2007 ele estava em liberdade condicional, quando fugiu para o Complexo do Alemão, que era uma área fora da interferência da polícia na época. Zeu foi posteriormente filmado secretamente como traficante de drogas no Complexo do Alemão. Somente em 2010, quando unidades militares e policiais invadiram a rede de favelas do Complexo, descobriram que ele estava escondido em uma casa na parte do Complexo conhecida como Coqueiro. Ele foi levado sob custódia. A prisão foi amplamente divulgada e aplaudida na mídia brasileira.
Ângelo Ferreira da Silva (Primo), condenado a nove anos. Depois de ter completado um sexto de sua sentença total, ele foi libertado da prisão no trabalho, quando fugiu. Ele foi recapturado pela polícia no subúrbio do Rio de Santa Cruz em maio de 2010.
Outros traficantes implicados na tortura e assassinato de Lopes foram André da Cruz Barbosa, ou André Capeta, que cortou as pernas de Lopes e ordenou que outros queimassem o corpo; Flávio Reginaldo dos Santos (Buda); e Maurício de Lima Matias (Boizinho), todos foram mortos em confrontos com a polícia.

## Consequências
Embora fosse um proeminente jornalista, Tim Lopes só se tornou conhecido nacionalmente após sua morte em um crime que chocou o país. O programa de televisão Jornal Nacional acompanhou o caso, o que aumentou a pressão sobre as autoridades para capturar os criminosos envolvidos;tanto o jornal O Globo quanto a TV Globo começaram a usar o termo poder paralelo para descrever o paradigma da época em que gangues criminosas controlavam certas favelas no Rio com impunidade.
O jornalista carioca Jorge Antonio Barros, que escreve sobre as favelas do Rio e criminalidade desde a década de 1980 e foi colega de Lopes na Globo, escreveu que a morte de Lopes serviu para tirá-lo do estado de sonho, ao qual as pessoas às vezes são vítimas de romantizar "o malandro"; e que sua morte lembrou as pessoas que não precisam morar nas favelas sob a "lei do traficante" do terror que existe como realidade cotidiana.
Outro colega de Lopes na Globo foi o jornalista César Seabra, que escreveu: "A morte de Tim Lopes abriu nossos olhos para uma nova realidade. Agora, nosso dilema é descobrir como relatar histórias das áreas controladas por traficantes". Seabra escreveu em resposta à morte de Lopes que a cultura da criminalidade na época precisava mudar: "Estamos cansados de dar aos criminosos a primeira página. Estamos cansados de entrevistar o criminoso na TV. Estamos cansados de capacitar o criminoso, a fim de obter um exclusivo".
"As reflexões sobre o jornalismo geradas pelo assassinato de Lopes levaram à criação da Associação Brasileira de Jornalismo Investigativo (Abraji) em dezembro daquele ano".
Tim Lopes foi homenageado no Carnaval de São Paulo pela escola de samba em 2003, Acadêmicos do Tucuruvi, com o tema "Não feche a minha voz", uma homenagem a uma imprensa livre, com letras como: "A verdade Tim-Tim por Tim-Tim", em referência ao seu apelido.
Uma rua foi batizada em homenagem a Tim Lopes, no subúrbio a oeste da Barra da Tijuca. É chamado Avenida Tim Lopes. A mudança foi pressionada pelo Sindicato dos Jornalistas Profissionais do Município do Rio.
Quando uma nova escola pública foi construída no Complexo do Alemão, recebeu o nome de Colégio Tim Lopes. De tempos em tempos, no aniversário da morte de Lopes, os alunos têm apresentações artísticas e outras expressões para homenageá-lo.

### Polícia invade Vila Cruzeiro e do Complexo
Em 25 de novembro de 2010, o BOPE, apoiado por outras unidades policiais, entrou na Vila Cruzeiro na Penha por meio de transporte blindado da Marinha para vários pontos da favela e assumiu o controle da colina e arredores da Penha. Esta ação foi em resposta a ataques em todo o Rio pela facção criminosa com sede lá. As unidades policiais militares e civis (que incluíam o CORE, Batalhão de Choque, e o Grupo de Pronta Intervenção com apoio do Comando de Operações Táticas da Polícia Federal, entre outros) assumiram o território da rede de favelas que compõem o Complexo do Alemão com o apoio das Forças Armadas do Brasil.
Durante a crise de segurança do Rio de Janeiro, em 2010, após o BOPE ter alcançado pontos estratégicos no topo do morro da Vila Cruzeiro por meio de tanques liderados por fuzileiros navais, a mídia carioca mostrou imagens aéreas de uma multidão de criminosos correndo freneticamente a pé pelas estradas secundárias que saíam no Complexo do Alemão. Essa foi a mesma rota que o sequestrador de Tim Lopes usou com ele na mala da Vila Cruzeiro para o Complexo do Alemão.
Vários jornalistas brasileiros visitaram essas favelas nos dias após as forças de segurança assumirem o controle e discutiram o que as mudanças significavam. (Durante um período após a morte de Tim Lopes, quando jornalistas entravam em favelas que abrigam facções criminosas associadas aos traficantes que mataram Lopes, eles às vezes ouviam "vai ter mais Tim, vai ter mais Tim!" como um aviso insinuando que mais repórteres poderiam ser mortos).

### UPPs estabelecidas
Em junho de 2012, dez anos após a morte de Tim Lopes, o Complexo do Alemão passou a estar sob o guarda-chuva de oito novas Unidades de Polícia Pacificadora (UPPs) na conclusão predeterminada da presença militar. As UPPs cobrem as áreas do Complexo do Alemão (que compreende 13 favelas) e da Penha. Apenas o Complexo em si é policiado por 1 200 oficiais da UPP (foi anunciado em julho de 2012 que o número seria aumentado para 1 800). Uma das UPPs dentro do Complexo cobre a área da Pedra do Sapo, que é a colina e o campo superior onde uma denúncia anônima levou os detetives a descobrirem um cemitério clandestino que continha alguns fragmentos dos ossos de Lopes e alguns de seus pertences pessoais.
Em dezembro de 2010, uma missa foi realizada para homenagear Lopes em uma igreja no Complexo chamado Igreja Nossa Senhora de Guadalupe. A mãe de Lopes de 87 anos, Maria do Carmo do Nascimento, esteve presente. O serviço foi organizado pelo Sindicato dos Jornalistas do Município do Rio de Janeiro.
Em janeiro de 2011, durante a cerimônia de posse que marcou sua reeleição, o governador do estado do Rio de Janeiro, Sérgio Cabral, mencionou Tim Lopes em seu discurso inaugural. Cabral afirmou que a memória de Tim Lopes foi homenageada pelo governo do Rio quando a sala de imprensa e o colégio público receberam o nome de Lopes.
Um teleférico construído pelo grupo Leitner-Poma agora abrange o Complexo do Alemão, permitindo aos moradores um deslocamento mais rápido. Agora é possível para os moradores de colinas remotas dentro do Complexo, fazer uma gôndola através dos trechos da favela e chegar a um ponto onde eles possam pegar um trem indo para outras partes do Rio de Janeiro.

## Legado
O filho de Tim Lopes, Bruno Quintella (que tinha 19 anos quando seu pai foi morto), completou um diploma universitário em jornalismo em 2010. Em 2011 ele começou a filmar um documentário biográfico sobre a vida de seu pai para mostrar uma perspectiva mais ampla, não apenas detalhes de sua morte. Em maio de 2012, Quintella, 29 anos, visitou a Vila Cruzeiro, e também Pedra do Sapo, no Complexo do Alemão, onde ficava o cemitério clandestino que abrigou os restos mortais de seu pai. Sua visita coincidiu com o estabelecimento de uma presença policial comunitária permanente, quando novas UPPs foram inauguradas na área. O título do filme é Tim Lopes – Histórias de Arcanjo; Arcanjo porque é o primeiro nome de Tim Lopes.
Em 2011, foi anunciado que o cineasta brasileiro José Padilha, estava dirigindo um documentário sobre a invasão de 2010. da Vila Cruzeiro e do Complexo do Alemão pela polícia do Rio e pelos militares brasileiros. Tem sido relatado que o documentário começa com uma cena de abertura contando a tortura de Tim Lopes.

### Prêmio póstumo de direitos humanos
Tim Lopes foi premiado postumamente com o maior prêmio de direitos humanos do Brasil, o Prêmio Direitos Humanos, em 17 de dezembro de 2012, entre outros destinatários. O prêmio foi entregue pela presidente Dilma Rousseff à irmã de Lopes, Tânia Lopes, no Itamaraty, em Brasília. A presidente Dilma expressou que o prêmio homenageia "indivíduos combatentes" que "arriscam suas vidas em defesa dos direitos humanos". Em 2017, foi homenageado com o Prêmio Vladimir Herzog.